# Calanthe zollingeri
Calanthe zollingeri är en orkidéart som beskrevs av Heinrich Gustav Reichenbach. Calanthe zollingeri ingår i släktet Calanthe och familjen orkidéer. Inga underarter finns listade i Catalogue of Life.